# Liste von Leuchttürmen in Dschibuti
Die Leuchtfeuer in Dschibuti dienen der Sicherung der Seefahrt im Golf von Aden und dem Roten Meer.

## Leuchtfeuer
| Name                                 | Bild | Baujahr   | Location & Koordinaten | Heutige Kennung | Höhe | NGA Nummer | Admiralty Nummer | Umkreis nml |
| ------------------------------------ | ---- | --------- | ---------------------- | --------------- | ---- | ---------- | ---------------- | ----------- |
| Ambouli Lighthouse                   |      | 1894      | Dschibuti (Stadt) ⊙    | Q W             | 20 m | 30988      | D7280            | 17          |
| Banc de Salines Lighthouse           |      | n/a       | ⊙                      | Fl (3) G 6s.    | 3 m  | 31032      | D7288            | 2           |
| Fort Ayabele Lighthouse              |      | 1894      | ⊙                      | Q W             | 32 m | 30992      | D7280.1          | 19          |
| Île Maskali Lighthouse               |      | n/a       | Maskal ⊙               | Fl (2) W 6s.    | 24 m | 30972      | D7276            | 10          |
| Île Moucha Lighthouse                |      | 1899 est. | Musha (Insel) ⊙        | Fl (3) R 12s.   | 20 m | 30968      | D7275            | 10          |
| Mole du Fontainebleau Lighthouse     |      | n/a       | ⊙                      | F R             | 6 m  | 31012      | D7289            | 2           |
| Obock Lighthouse                     |      | n/a       | Obock ⊙                | Fl R 4s.        | 3 m  | 30964      | D7273            | 8           |
| Obock Range Front Lighthouse         |      | n/a       | ⊙                      | Q W             | 30 m | 30956      | D7274            | 5           |
| Port du Heron Range Front Lighthouse |      | n/a       | ⊙                      | Q R             | 7 m  | 30996      | D7286            | n/a         |
| Port du Heron Range Rear Lighthouse  |      | n/a       | ⊙                      | Q R             | 7 m  | 31000      | D7286.1          | n/a         |
| Ra’s Bir Lighthouse                  |      | 1952      | ⊙                      | Fl (2) W 10s.   | 74 m | 30952      | D7272            | 20          |
| Récif d’Ambouli Lighthouse           |      | n/a       | ⊙                      | Fl G 4s.        | 3 m  | 31008      | D7284            | 2           |